# Kladno-Švermov (železniční zastávka)
Kladno-Švermov je železniční zastávka v kladenské čtvrti Švermov okrese Kladno. Leží v km 6,313 jednokolejné neelektrizované trati Kralupy nad Vltavou – Kladno (v jízdním řádu pro cestující označená číslem 093) mezi stanicemi Kladno-Dubí a Kladno-Ostrovec.

## Historie
Zastávka v době druhé světové války nesla název Motitschin / Motyčín, po válce Motyčín až do roku 1951, kdy byla přejmenována na Švermov-Motyčín a později na Kladno-Švermov.

## Popis zastávky
V prostoru zastávky se nachází zděný přístřešek a sypané 83 m dlouhé nástupiště s pevnou hranou ve výšce 250 mm nad temenem kolejnice. V blízkosti zastávky v km 6,303 je přejezd P2449, který je vybaven světelným přejezdovým zabezpečovacím zařízením se závorami. Na tomto přejezdu trať kříží místní komunikace (ulice Průmyslová). Na zastávce se nenachází informační tabule a vylepené informace jsou často chybné.[zdroj?]

## Okolí
Sousední skupina domů a stejně tak i autobusová zastávka MHD měla původně název Na Cikánce, podle stejnojmenné blízké ulice a restaurace. V roce 2004 byla autobusová zastávka přejmenována na Kladno, Kübeck (podle zdejšího bývalého dolu) a zastávka v sousední ulici na Kladno, Na kopci.